# Margaret Osborne duPont

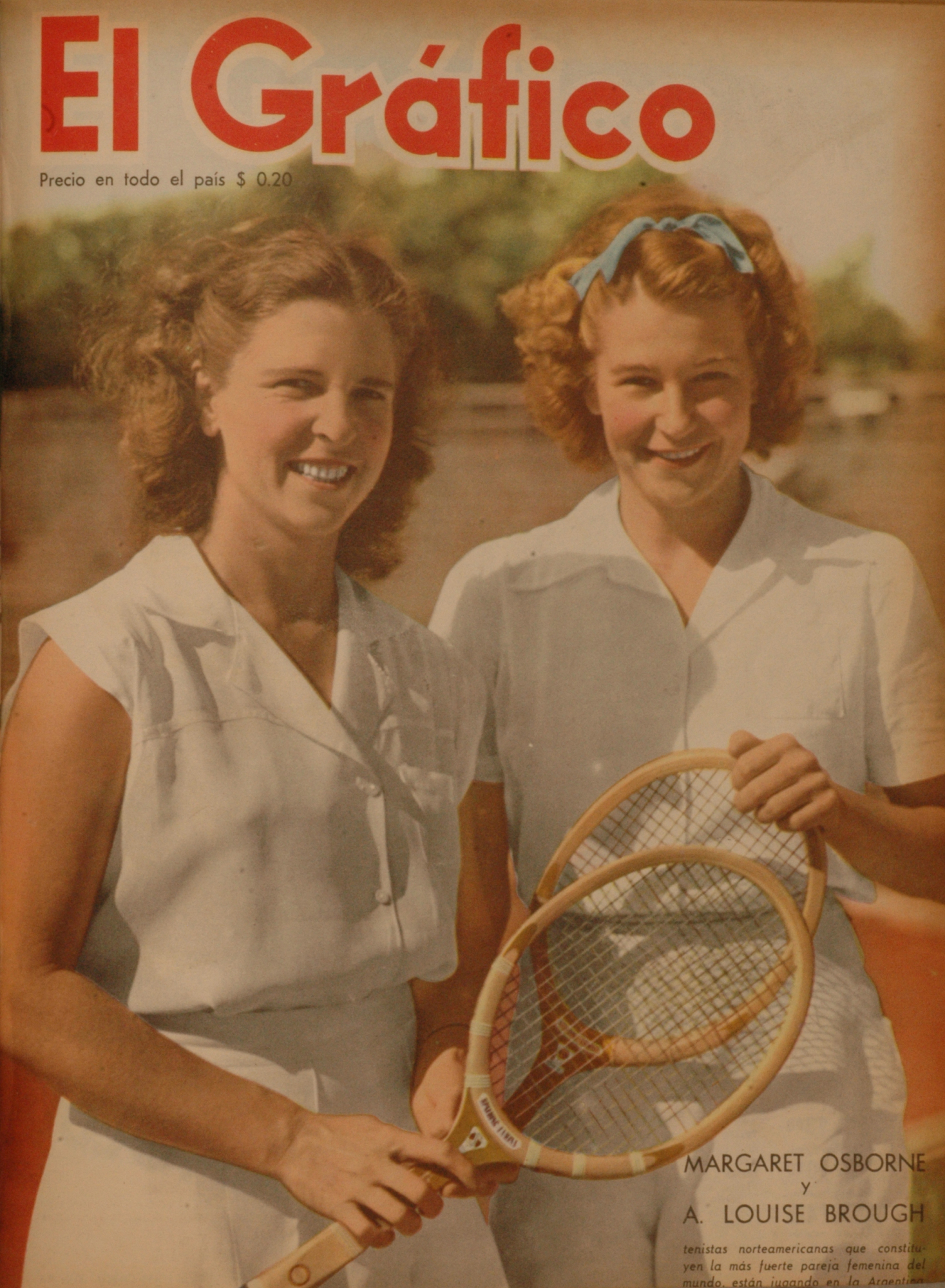
Margaret Osborne y Louise Brough en 1946.

Margaret Osborne duPont (Joseph, Oregón, Estados Unidos, 4 de marzo de 1918 - 24 de octubre de 2012, El Paso, Texas, Estados Unidos) fue una tenista estadounidense.

## Trayectoria
Ganó en 5 ocasiones el Torneo de Roland Garros, 7 en Wimbledon y 25 títulos del Abierto de Estados Unidos. Todos esos títulos los consiguió tanto en individuales, como en dobles femeninos y en dobles mixtos. El único Grand Slam que no consiguió fue el Abierto de Australia ya que nunca lo disputó. Su último título lo ganó con 44 años en Wimbledon en 1962 en mixtos. En 1967 fue incluida en el International Tennis Hall of Fame.

## Finales individuales del Grand Slam

### Victorias (6)
| Año  | Campeonato                    | Rival en la final    | Resultado       |
| 1946 | Roland Garros                 | Pauline Betz Addie   | 1–6, 8–6, 7–5   |
| 1947 | Wimbledon                     | Doris Hart           | 6–2, 6–4        |
| 1948 | Abierto de Estados Unidos     | Louise Brough Clapp  | 4–6, 6–4, 15–13 |
| 1949 | Roland Garros (2)             | Nelly Adamson-Landry | 7–5, 6–2        |
| 1949 | Abierto de Estados Unidos (2) | Doris Hart           | 6–3, 6–1        |
| 1950 | Abierto de Estados Unidos (3) | Doris Hart           | 6–4, 6–3        |

### Finalista (4)
| Año  | Campeonato                | Rival en la final   | Resultado       |
| 1944 | Abierto de Estados Unidos | Pauline Betz Addie  | 6–3, 8–6        |
| 1947 | Abierto de Estados Unidos | Louise Brough Clapp | 8–6, 4–6, 6–1   |
| 1949 | Wimbledon                 | Louise Brough Clapp | 10–8, 1–6, 10–8 |
| 1950 | Wimbledon                 | Louise Brough Clapp | 6–1, 3–6, 6–1   |